# Dasyvalgus miyakei
Dasyvalgus miyakei är en skalbaggsart som beskrevs av Ricchiardi 1995. Dasyvalgus miyakei ingår i släktet Dasyvalgus och familjen Cetoniidae. Inga underarter finns listade i Catalogue of Life.